# زندگی قدیسان (کتاب)
زندگی قدیسان (انگلیسی: The Lives of the Saints) مجموعه داستان‌های کوتاه اثر ادوارد بریج، نویسندهٔ استرالیایی است که در سال ۱۹۹۵ توسط انتشارات دانشگاه کوئینزلند منتشر شد. کارن بروکس، این کتاب را نمونه ای از ادبیات گرانج نامید که یک گونه ادبی استرالیایی از دههٔ ۱۹۹۰ می‌باشد.  